# Zápas na Letních olympijských hrách 1972 – muži, volný styl do 68 kg
Zápas ve volném stylu ve váhové kategorii do 68 kg na Letních olympijských hrách 1972 v Mnichově probíhal od 27. do 31. srpna. O medaile se utkalo 25 zápasníků.

## Turnajové výsledky
Byl použit systém eliminace zápornými body. Zápasník, který nasbíral 6 negativních bodů, byl vyřazen z dalších bojů. Když zůstali v turnaji poslední tři, rozhodlo o jejich konečném pořadí speciální finálové kolo. 
Legenda
- DNA — Nenastoupil
- TPP — Celkem trestných bodů
- MPP — Trestných bodů v zápase

Penalizace
- 0 — Lopatkové vítězství, vítězství pro pasivitu, zranění, nebo diskvalifikaci protivníka
- 0.5 — Vítězství pro technickou převahu
- 1 — Vítězství na body
- 2 — Remíza
- 2.5 — Remíza, pasivita
- 3 — Prohra na body
- 3.5 — Prohra pro technickou převahu soupeře
- 4 — Lopatková prohra, prohra z důvodu pasivity, zranění, nebo diskvalifikace

### Kolo 1
| TPP | MPP |                          | Time |                               | MPP | TPP |
| --- | --- | ------------------------ | ---- | ----------------------------- | --- | --- |
| 1   | 1   | Ali Şahin (TUR)          |      | Eliezer Halfin (ISR)          | 3   | 3   |
| 3   | 3   | Jagrup Singh (IND)       |      | Tsedendambyn Natsagdorj (MGL) | 1   | 1   |
| 3   | 3   | Ismail Juseinov (BUL)    |      | Ruslan Ašuraliev (URS)        | 1   | 1   |
| 3.5 | 3.5 | Segundo Olmedo (PAN)     |      | Abdollah Movahed (IRI)        | 0.5 | 0.5 |
| 1   | 1   | Eduardo Quintero (CUB)   |      | Gabriel Ruz (MEX)             | 3   | 3   |
| 3   | 3   | Josef Engel (TCH)        |      | Petre Poalelungi (ROU)        | 1   | 1   |
| 0   | 0   | Udo Schröder (GDR)       | 1:08 | Arona Mané (SEN)              | 4   | 4   |
| 0   | 0   | Stefanos Ioannidis (GRE) | 2:47 | Georges Carbasse (FRA)        | 4   | 4   |
| 4   | 4   | Safer Sali (YUG)         | 7:35 | Dan Gable (USA)               | 0   | 0   |
| 4   | 4   | Ronald Ouellet (CAN)     | 8:58 | Klaus Rost (FRG)              | 0   | 0   |
| 3.5 | 3.5 | André Chardonnens (SUI)  |      | Włodzimierz Cieślak (POL)     | 0.5 | 0.5 |
| 4   | 4   | Joseph Gilligan (GBR)    | 7:36 | Kikuo Wada (JPN)              | 0   | 0   |
| 0   |     | József Rusznyák (HUN)    |      | Bye                           |     |     |

### Kolo 2
| TPP | MPP |                               | Time |                          | MPP | TPP |
| --- | --- | ----------------------------- | ---- | ------------------------ | --- | --- |
| 3   | 3   | József Rusznyák (HUN)         |      | Ali Şahin (TUR)          | 1   | 2   |
| 4   | 1   | Eliezer Halfin (ISR)          |      | Jagrup Singh (IND)       | 3   | 6   |
| 4   | 3   | Tsedendambyn Natsagdorj (MGL) |      | Ismail Juseinov (BUL)    | 1   | 4   |
| 1.5 | 0.5 | Ruslan Ašuraliev (URS)        |      | Segundo Olmedo (PAN)     | 3.5 | 7   |
| 5   | 4   | Eduardo Quintero (CUB)        | 5:45 | Josef Engel (TCH)        | 0   | 3   |
| 7   | 4   | Gabriel Ruz (MEX)             | 5:31 | Petre Poalelungi (ROU)   | 0   | 1   |
| 3   | 3   | Udo Schröder (GDR)            |      | Stefanos Ioannidis (GRE) | 1   | 1   |
| 8   | 4   | Arona Mané (SEN)              | 1:50 | Georges Carbasse (FRA)   | 0   | 4   |
| 7   | 3   | Safer Sali (YUG)              |      | Ronald Ouellet (CAN)     | 1   | 5   |
| 0.5 | 0.5 | Dan Gable (USA)               |      | Klaus Rost (FRG)         | 3.5 | 3.5 |
| 6.5 | 3   | André Chardonnens (SUI)       |      | Joseph Gilligan (GBR)    | 1   | 5   |
| 3.5 | 3   | Włodzimierz Cieślak (POL)     |      | Kikuo Wada (JPN)         | 1   | 1   |
| 0.5 |     | Abdollah Movahed (IRI)        |      | DNA                      |     |     |

### Kolo 3
| TPP | MPP |                           | Time |                               | MPP | TPP |
| --- | --- | ------------------------- | ---- | ----------------------------- | --- | --- |
| 3   | 0   | József Rusznyák (HUN)     | 4:50 | Eliezer Halfin (ISR)          | 4   | 8   |
| 5   | 3   | Ali Şahin (TUR)           |      | Tsedendambyn Natsagdorj (MGL) | 1   | 5   |
| 4   | 0   | Ismail Juseinov (BUL)     | 3:27 | Eduardo Quintero (CUB)        | 4   | 9   |
| 1.5 | 0   | Ruslan Ašuraliev (URS)    | 7:37 | Josef Engel (TCH)             | 4   | 7   |
| 3   | 2   | Petre Poalelungi (ROU)    |      | Udo Schröder (GDR)            | 2   | 5   |
| 5   | 4   | Stefanos Ioannidis (GRE)  | 4:03 | Dan Gable (USA)               | 0   | 0.5 |
| 4   | 0   | Georges Carbasse (FRA)    | 4:53 | Ronald Ouellet (CAN)          | 4   | 9   |
| 7   | 3.5 | Klaus Rost (FRG)          |      | Kikuo Wada (JPN)              | 0.5 | 1.5 |
| 3.5 | 0   | Włodzimierz Cieślak (POL) | 7:29 | Joseph Gilligan (GBR)         | 4   | 9   |

### Kolo 4
| TPP | MPP |                          | Time |                               | MPP | TPP |
| --- | --- | ------------------------ | ---- | ----------------------------- | --- | --- |
| 7   | 4   | József Rusznyák (HUN)    | 4:42 | Tsedendambyn Natsagdorj (MGL) | 0   | 5   |
| 5   | 0   | Ali Şahin (TUR)          | 8:26 | Ismail Juseinov (BUL)         | 4   | 8   |
| 1.5 | 0   | Ruslan Ašuraliev (URS)   | 2:23 | Petre Poalelungi (ROU)        | 4   | 7   |
| 5   | 0   | Udo Schröder (GDR)       | 2:17 | Georges Carbasse (FRA)        | 4   | 8   |
| 8   | 3   | Stefanos Ioannidis (GRE) |      | Włodzimierz Cieślak (POL)     | 1   | 4.5 |
| 1.5 | 1   | Dan Gable (USA)          |      | Kikuo Wada (JPN)              | 3   | 4.5 |

### Kolo 5
| TPP | MPP |                               | Time |                           | MPP | TPP |
| --- | --- | ----------------------------- | ---- | ------------------------- | --- | --- |
| 6   | 1   | Ali Şahin (TUR)               |      | Ruslan Ašuraliev (URS)    | 3   | 4.5 |
| 6   | 1   | Tsedendambyn Natsagdorj (MGL) |      | Udo Schröder (GDR)        | 3   | 8   |
| 1.5 | 0   | Dan Gable (USA)               | 4:13 | Włodzimierz Cieślak (POL) | 4   | 8.5 |
| 4.5 |     | Kikuo Wada (JPN)              |      | Bye                       |     |     |

### Finále
Výsledky z předchozích kol se započítávají do finále (žlutě zvýrazněno).
| TPP | MPP |                  | Time |                        | MPP | TPP |
| --- | --- | ---------------- | ---- | ---------------------- | --- | --- |
|     | 1   | Dan Gable (USA)  |      | Kikuo Wada (JPN)       | 3   |     |
| 4   | 1   | Kikuo Wada (JPN) |      | Ruslan Ašuraliev (URS) | 3   |     |
| 2   | 1   | Dan Gable (USA)  |      | Ruslan Ašuraliev (URS) | 3   | 6   |

## Finálové pořadí
1. Dan Gable (USA)
2. Kikuo Wada (JPN)
3. Ruslan Ašuraliev (URS)
4. Ali Şahin (TUR) a  Tsedendambyn Natsagdorj (MGL)
5. Udo Schröder (GDR)
6. Włodzimierz Cieślak (POL)